# Small Soldiers
Small Soldiers (literalment, Petits guerrers) és una pel·lícula de ciència-ficció del 1998 dirigida per Joe Dante. La pel·lícula comença amb el projecte d'una companyia fabricant de joguines que vol crear ninots que "realment surtin de la caixa i lluitin"; el Comandament Elit (una patrulla de ninots militars agressius semblants als G.I. Joe) i els Gorgonites (ninots d'aspecte estrany però absolutament pacífics que eren part d'un projecte de jocs educatius d'un dissenyador de joguines i que el president de la companyia va ajuntar amb el comandament perquè "els soldats necessiten enemics") són els ninots que adquiriran vida gràcies a uns microprocessadors d'última generació desenvolupats per l'exèrcit.

## Argument
Alan Abernathy és un noi solitari, sense amics de la seva edat, pateix a l'escola i és fill d'un venedor de joguines més aviat antiquats. Viu una petita ciutat d'Ohio. Expulsat de l'institut per una broma a causa d'un dels seus camarades, decideix redimir-se als ulls del seu pare venent figures d'acció dividides en 2 grups antagonistes: el Comando d'Elit, tenint per cap el molt marcial Chip Hazard, i els Gorgonites, criatures pacífiques víctimes de les seves cares monstruós i que tenen per cap Archer.
Però el que ell ignora, i també la firma que concep les joguines, és que aquestes figures porten un xip d'intel·ligència artificial particularment eficient (concebuda originalment amb un objectiu militar) que els dona vida i una capacitat per emprendre i aprendre.
El conflicte entre els dos grups arrossegarà Alan Abernathy, la seva família i els seus amics a una autèntica guerra de joguines.

## Repartiment
- Gregory Smith: Alan Abernathy
- Kirsten Dunst: Christy Fimple
- Phil Hartman: Phil Fimple
- Ann Magnuson: Irene Abernathy
- Kevin Dunn: Stuart Abernathy
- Jay Mohr: Larry Benson
- David Cross: Irwin Wayfair
- Wendy Schaal: Marion Fimple
- Jacob Smith: Timmy Fimple
- Dick Miller: Joe
- Denis Leary: Gil Mart
- Robert Picardo: Ralph
- Alexandra Wilson: Srta. Kegel
- Belinda Balaski: Veïna
- Rance Howard: el marit
- Jackie Joseph: la dona
- Jonathan Bouck: Brad
- Comandos
  - Tommy Lee Jones: veu del Chip Hazard
  - Ernest Borgnine: veu de Kip Killigan; expert en estratègia militar
  - Jim Brown: veu de Butch Meathook; tirador d'elit
  - Bruce Dern: veu de Link Static; comunicació
  - George Kennedy: veu de Brick Bazooka; artiller
  - Clint Walker: veu de Nick Nitro; expert en explosius
- Gorgonites
  - Frank Langella: veu d'Archer
  - Christopher Guest: veu de Slamfist i de Scratch-It
  - Michael McKean: veu de Insaniac i de Troglokhan
  - Harry Shearer: veu de Punch-It
  - Jim Cummings (no surt als crèdits): veu de Ocula
- Sarah Michelle Gellar: veu d'una nina
- Christina Ricci: veu d'una nina

## Producció
El guió del film va ser comprat per Steven Spielberg el 1992, però ha d'esperar els progressos dels efectes especials per poder dirigir-la.
Per produir i promoure una vasta gamma de productes derivats, la societat americana especialitzada a la joguina Hasbro signa un contracte amb DreamWorks SKG, la companyia de Steven Spielberg, Coca-Cola, o el gegant de restauració ràpida Burger King. La producció de les joguines es posa en marxa i el llançament és programat per 1998. Burger King prepara una campanya de diversos milions de dòlars amb la finalitat d'oferir aquestes joguines amb els seus menús per nens de 2 a 8 anys; la societat fa pressió per reduir la violència del film, que s'arriscava a un rànquing R (els menors de 17 anys han de ser acompanyats d'un adult) i doncs impedir el seu visionat pel públic objectiu dels productes derivats. Joe Dante ha de tallar nombroses seqüències i tornar a rodar-ne algunes. Finalment, Burger King accepta un rànquing PG-13 i adapta la seva campanya a l'últim minut.

## Un rodatge difícil
Quan el rodatge comença, Joe Dante disposa de menys de la meitat del guió aprovat. El 10 de desembre de 1998, sis dels nou plans programats contenen pàgines de guió inèdites i no passades per l'storyboard.
Interventors de la societat ILM eren presents a l'escenari tots els dies. Les decisions en relació amb les accions dels personatges animats es prenien i havien de ser complertes sovint el mateix dia.
Amb el guió de Joe Dante, Kathy Zatarga ajudava a donar sentit a les pàgines del guió arribant el matí per rodar el mateix dia, i ha hagut d'escriure alguns diàlegs i algunes seqüències.
El 28 de maig de 1998, Phil Hartman (NewsRadio, La Carrera a la joguina), que interpreta el pare de Kirsten Dunst al film, és assassinat per la seva dona, impedint rodar algunes escenes demanades per Burger King. Universal decideix de retirar les bandes-anuncies i spots televisats mostrant-se agredit per les figures al llargmetratge. El film finalment li es dedicat, amb l'esment «A Phil» al final dels crèdits.

## Rebuda
El critic Roger Ebert escriu una critica prou pejorativa: 
| « | « A Small Soldiers els passen coses abominables a les joguines i moltes d'elles acaben per assemblar-se a accessoris de films de terror. Chip Hazard [un membre de Comando Elite] mor de manera particularment horrorosa. El que m'ha molestat més a Small Soldiers és que el film no m'ha dit on posar-me, quina actitud adoptar. En films per a adults, és una qualitat que aprecio» | » |

Leonard Klady (periodista per Variety) escriurà per la seva banda: 
| « | « Però vet aquí un film que es ven als nens, amb una promoció de joguines i publicitats en les cadenes per joves. A sota d'una certa edat, els agrada amb què poden comptar. Quan dels clons de Barbie són tallats per una màquina de tallar l'herba, comprendran el propòsit satíric? » | » |

.
| « | « La noció d'una tecnologia embogida és el motor de Small Soldiers. Quan figures d'acció per a nens, a les quals s'ha implantat micro xips militar defectuosos, es posen a moure, a parlar i a aprendre, es tornen contra els seus propietaris humans amb una violència homicida. És un somni paranoic d'adult esdevingut realitat, també el fet de l'haver-lo situat en un context jove podria haver involuntàriament enfonsat les bases de la història » | » |

El film obté un resultat del 47 % (43 opinions) en el lloc Rotten Tomatoes.

## Al voltant de la pel·lícula
- El film ha estat adaptat en diferents vídeojocs, tots editats l'any 1998:[5]
  - un joc d'acció per PlayStation anomenat Small Soldiers ;
  - un joc de plataformes per Game Boy anomenat Small Soldiers ;
  - un joc d'estratègia per IBM PC compatible anomenat Small Soldiers: Squad Commander.
- El film torna amb les cançons Wannabe de les Spice Girls, Communication Breakdown de Led Zeppelin, Another one Bite the Dust de Queen, War de Edwin Starr i Love is a battlefield de Pat Benatar.
- La paraula clau d'Irwin al film és « Gizmo », el nom del personatge principal dels films Gremlins i Gremlins 2 de Joe Dante. Una figura del gremlins, Ginzmo és també present al contenidor d'escombraries on s'amaguen els Gorgonites.
- El passatge on Chip Hazard arriba amb un petit helicòpter al so de la Cavalcada de les valquíries és una picada d'ull al film Apocalypse Now.
- La frase «espero que no trobarà cap iceberg », dita per un Gorgonite en l'escena final, és una referència al film Titanic de James Cameron, estrenada el mateix any.